# NS Railinfrabeheer
NS Railinfrabeheer was een onderdeel van de Nederlandse Spoorwegen. Na de verzelfstandiging (van semioverheid/nutsbedrijf naar een meer verzelfstandigde en commerciële organisatie) werd dit het onderdeel dat verantwoordelijk werd voor het beheer van de railinfrastructuur. 
Railinfrabeheer was de opvolger van de afdeling Infrastructuur die onderdeel was van het semioverheidsbedrijf NV Nederlandse Spoorwegen. Doordat de NS per 1 januari 1995 een meer commerciële organisatie werd, werd dit deel een taakorganisatie. De taakorganisaties waren bedoeld om het publieke belang van de NV Nederlandse Spoorwegen te waarborgen.
Nadat NS Railinfrabeheer B.V. officieel werd opgericht op 31 mei 1995 te Utrecht werden onderhoudsdiensten (voor bouw en onderhoud aan het spoor) definitief ondergebracht bij het bedrijf NS Railinfraservices. Na twee jaar is  NS Railinfraservices en dochter Electrorail verdeeld onder diverse grote aannemers van Nederland. Tegenwoordig zijn de onderhoudsdiensten de taak van ProRail  dat het per regio uitbesteedt aan diverse aannemers.